# Уранография

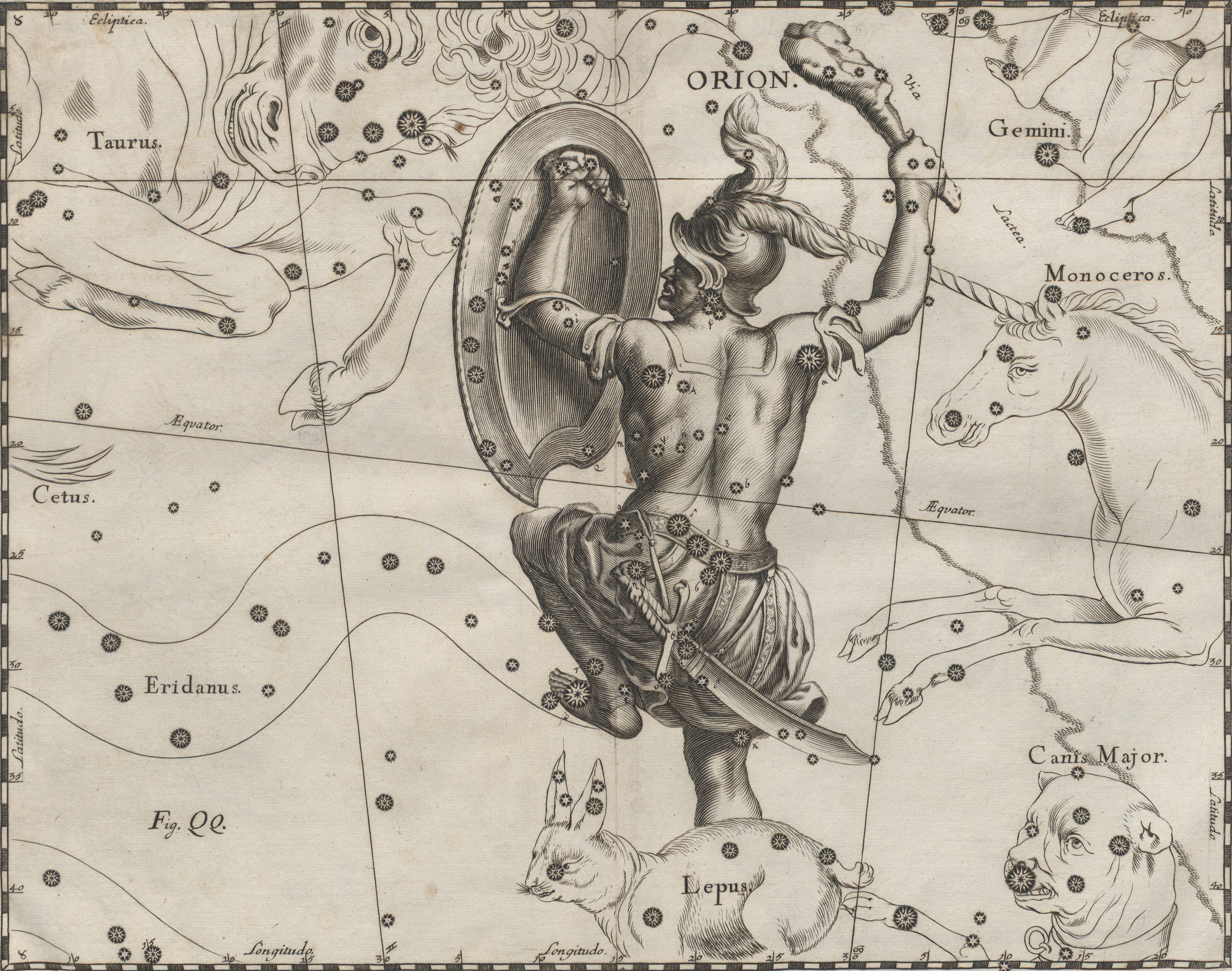
Созвездие Орион из атласа Яна Гевелия «Уранография»

Ураногра́фия («Описание всего звёздного неба», лат. Uranographia: totum caelum stellatum) — атлас звёздного неба Яна Гевелия. Издан в 1690 году после смерти Гевелия его женой Эльжбетой.
Атлас включает 56 карт: 49 карт с изображением отдельных созвездий, 4 — с изображением двух графически связанных созвездий, одну карту с южными приполярными созвездиями и 2 карты околополюсных созвездий. На картах с точностью в одну угловую минуту нанесены 1564 звезды по каталогу Гевелия. Фактически это предельная точность для «бумажных» изданий, поэтому атлас Гевелия достиг точности одного порядка с картами и атласами нашего времени.
Несмотря на то, что астрономическая практика уже отказалась от описательного принципа позиционирования небесных объектов, атлас традиционно содержал изображения персонажей созвездий. Графические рисунки Гевелия стали классикой изображения созвездий. В отличие от предшественников, Гевелий лёгким штрихом показывает на каждой карте рисунки примыкающих созвездий. Рисунки и гравировка по собственному бездефектному методу были выполнены астрономом в ряде карт самостоятельно.
Атлас имеет ряд недостатков. Большая часть карт выполнена в неудачной прямолинейной «трапецеидальной» проекции. К тому же Гевелий использовал зеркально-перевёрнутые изображения созвездий, чтобы сделать их совместимыми с изображениями на небесных глобусах, которые в это время уже перестали быть актуальными. Ошибочно нанесена и координатная сетка.
В «Уранографии» Ян Гевелий предлагает несколько новых созвездий, семь из которых сохранились до нашего времени.